# Bulletin général et universel des annonces et des nouvelles scientifiques
Le Bulletin général et universel des annonces et des nouvelles scientifiques est un journal scientifique fondé en 1823 3 rue de l'Abbaye, dans l'ex palais abbatial de Saint-Germain-des-Prés, par le naturaliste André Etienne Juste Pascal Joseph François d’Audebard, baron de Férussac. Il est connu sous le nom de Bulletin de Férussac.
Le baron de Férussac avait installé les bureaux du journal, ainsi qu'une bibliothèque importante, dans sa demeure, qui devint ainsi un lieu d'échanges savants de la capitale. Plus de 300 collaborateurs interviennent dans la publication du journal, coordonné par Férussac. Parmi les auteurs figurent les noms de Cauchy, Galois, Abel, etc. Des problèmes financiers causèrent l'arrêt de la publication fin 1831.
Projet typique des Lumières, le bulletin se propose de répandre « partout, et plus généralement que cela se fait aujourd’hui, puisqu’il n’existe aucune entreprise qui ait ce but, la connaissance des divers travaux publiés, ou celle des faits observés», de sorte que « cette connaissance plus générale des faits, augmente, dans une progression indéfinie, l’impulsion donnée aux
esprits occupés des sciences, régularise la marche de leurs travaux, évite une foule d’essais, de tâtonnements, d’écrits inutiles, fruits naturels de l’isolement où sont en général les savants. On peut présumer ce que produirait en résultats utiles le temps ordinairement perdu par cette absence d’un lien commun et d’une correspondance active, qui montrerait aux savants des parties les plus reculées l’état de la branche des sciences qu’ils cultivent, ce qu’il reste à faire, et le point d’où ils doivent partir s’ils veulent faire des progrès.
Il fut rapidement divisé en plusieurs sections, correspondant à sa classification des connaissances :
- Section 1 : Bulletin des sciences mathématiques, astronomiques, physiques et chimiques.
- Section 2 : Bulletin des sciences naturelles et de géologie.
- Section 3 : Bulletin des sciences médicales.
- Section 4 : Bulletin des sciences agricoles et économiques.
- Section 5 : Bulletin des sciences technologiques.
- Section 6 : Bulletin des sciences géographiques, économie publique, voyages.
- Section 7 : Bulletin des sciences historiques, antiquités, philologie.
- Section 8 : Bulletin des sciences militaires.

Des 170 volumes parus, 16 concernent la section 1, 27 les sections 2 et 3, 28 la section 6, etc.